# Dysphenges rileyi
Dysphenges rileyi là một loài bọ cánh cứng trong họ Chrysomelidae. Loài này được Gilbert & Andrews miêu tả khoa học năm 2002.